# Chiesa di San Pietro (Roccascalegna)
La chiesa di San Pietro è situata a Roccascalegna in provincia di Chieti.

## Storia
Alcune fonti della chiesa risalgono al 1568, ma analizzando lo stile architettonico la chiesa risulta antecedente, dato che l'abside risulta leggermente ruotato rispetto all'asse centrale della chiesa struttura riconducibile alla reclinatio capitis tipica del medioevo. Inoltre su di un arco del presbiterio è incisa la data del 1461 e fino al '600 vi potrebbe essere collocato una seconda serie di lavori di costruzione. 

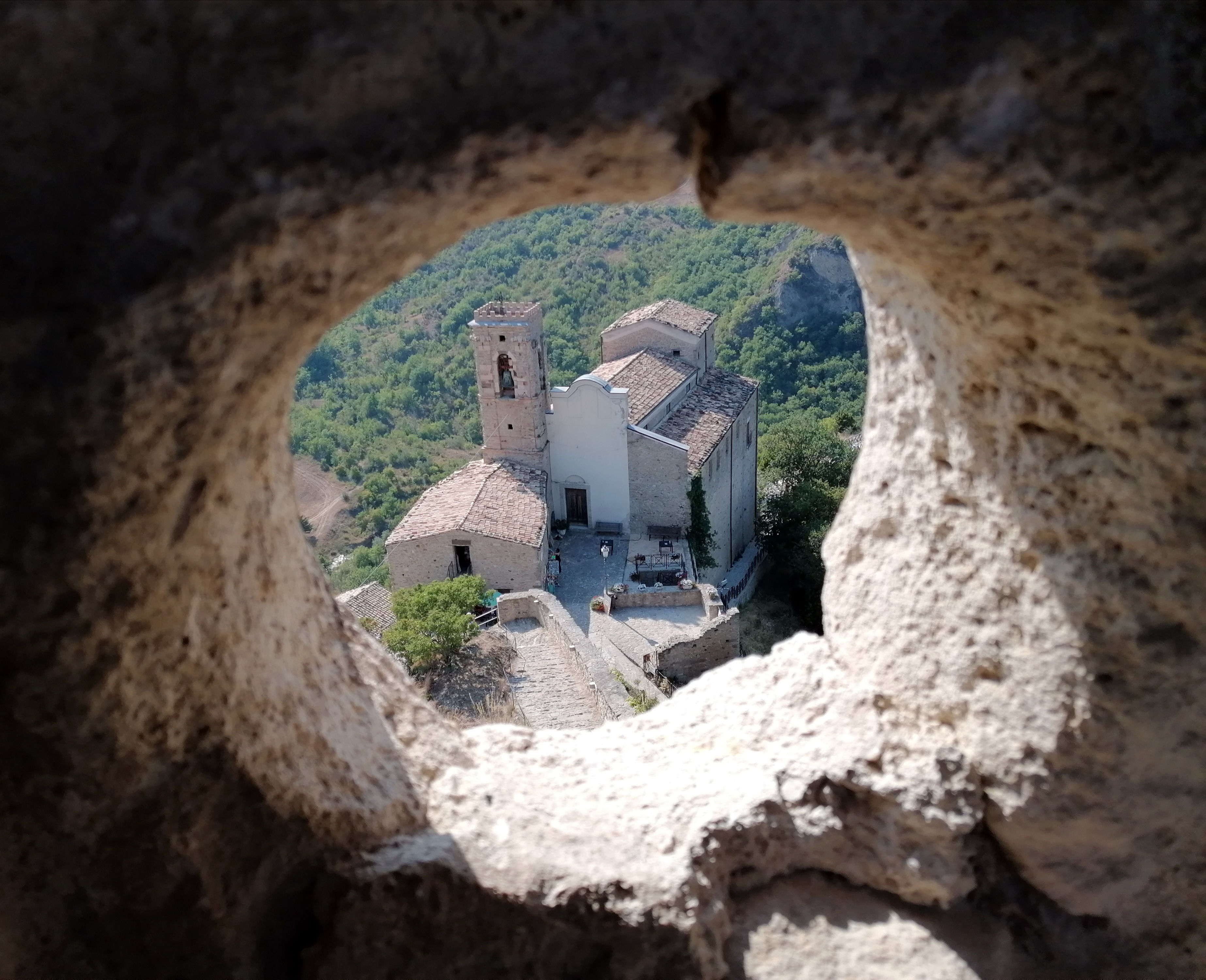
La chiesa di San Pietro vista da una finestra del castello di Roccascalegna

Sul campanile è scolpita la data 1805 che potrebbe ricondurre alla data di costruzione del medesimo o ad una data di restauro epoca in cui la chiesa finì di essere utilizzata come luogo di sepoltura (poi venne costruito un cimitero ove vennero tumulate le salme all'interno della chiesa). 

## Struttura

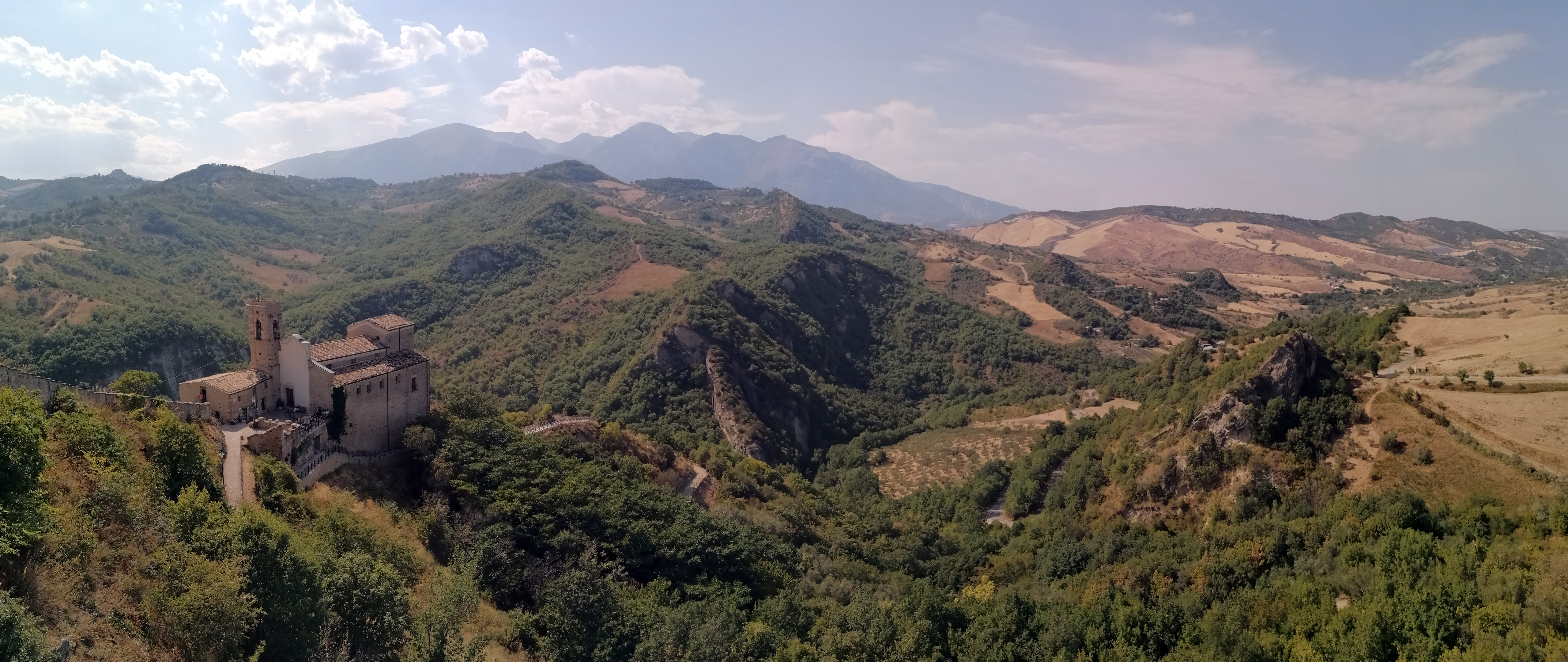
Panorama dal castello di Roccascalegna con la chiesa di San Pietro

L'interno ha le volte molto basse ed è a 3 navate di tipo basilicale ad abside centrale.
Le navate sono suddivise da pilastri decorati con lesene, separati l'un l'altro da archi bassi.
Durante i vari rimaneggiamenti furono realizzati gli altari ai lati ed in particolare:
- nel 1709, sulla navata sinistra, viene realizzato l'altare dedicato a Sant'Antonio,
- al 1816 risale invece la cappella di San Luigi Gonzaga.

La volta delle navate laterali è a crociera.
La chiesa conserva tra le opere d'arte: una scultura in cartapesta di S. Apollonia, opera di Michele Falcucci di Atessa, una scultura di S. Lucia martire opera di Gioacchino Pellicciotta di Perano (1893), un mezzo Busto di S. Antonio col Bambino, la cappella della Madonna Addolorata con il Cristo morto in cartapesta. Presso l'altare maggiore vi è la statua di San Pietro sul trono, opera di Gabriele Falcucci, sulla navata a sinistra vi è l'altare privilegiato di Sant'Antonio di Padova, opera del 1709 in scagliola.